# Las lágrimas de san Pedro (El Greco y su taller)
Las lágrimas de san Pedro o San Pedro arrepentido es el tema de varios lienzos del Greco. En su catálogo razonado, Harold Wethey menciona diecisiete obras sobre este tema, realizadas por el maestro o por su taller, de las cuales solo considera autógrafas del Greco a las cinco Las lágrimas de san Pedro (obras originales).De las otras doce pinturas —también según Wethey—  solamente cuatro ofrecen verdadero interés, ya que el resto están en mal estado, son copias parciales, mutiladas, ilocalizables o de mala calidad.

## Introducción
Este tema se había tratado —en varios períodos y lugares— en pinturas al fresco, en trípticos y en retablos, pero —según Pérez Sánchez— parece que fue el Greco quien lo popularizó por primera vez en forma de pintura al óleo, sobre un lienzo independiente. Según Émile Mâle, su aceptación popular se debió a la defensa del sacramento de la penitencia por parte de la Iglesia de la contrarreforma. En aquel momento, san Pedro era visto por el protestantismo como un traidor, pero la iglesia católica lo exaltaba, ya que —después de su arrepentimiento y posterior labor evangelizadora— se convirtió en el primer Papa.

## Tema de las obras
El arrepentimiento y las lágrimas de san Pedro se narran en el evangelio de Lucas, en el evangelio de Mateo y en el evangelio de Marcos. El evangelio de Juan no refiere este episodio en concreto, pero da una información que lo complementa.

## Análisis de las obras
San Pedro aparece representado —de medio cuerpo— como un hombre mayor, con barba blanca, vistiendo una túnica azul y un manto amarillo. Está ante la entrada de una cueva, con un tronco y hojas de hiedra en la pared. Sus manos están entrelazadas sobre el pecho, llevando las llaves de san Pedro. Sus ojos —llenos de lágrimas— se dirigen hacia el Cielo, reconociendo su culpa y pidiendo perdón.Sus brazos —fuertes y musculosos— son verdaderamente los de un pescador. En la parte izquierda, se ve al ángel que ha dejado el Santo Sepulcro, ya vacío después de la Resurrección, y a María Magdalena, quien se dirige hacia san Pedro.
El ángel está representado como un joven alado, vestido con una especie de capa, que despide una luz fosforescente, parecida a un relámpago.Es posible que esta apariencia del ángel provenga de algún evangelio apócrifo.

## Las mejores versiones atribuidas al taller del Greco

### Versión del Cau Ferrat

#### Datos técnicos y registrales
- Sitges, Museo Cau Ferrat;
- Pintura al óleo sobre lienzo;
- Dimensiones: 100 x 88 cm;
- Datación: hacia 1595-1600;
- Firmado con letras cursivas griegas: doménikos theotokópolis (sic) e`poiei;
- Consta con la referencia X-434 en el  de Wethey, y con la referencia 64-h en el de Tiziana Frati.

#### Comentario sobre la obra
Atribuida al Greco por Cossío, Mayer y Camón Aznar. Según Halldor Soehner y el catálogo del Cau Ferrat de 1942, sería una obra del taller.Según Wethey, es de la escuela del Greco. Es muy similar a la versión del Museo del Greco, en la cual san Pedro lleva también una túnica azul-verdosa bajo un manto amarillo.

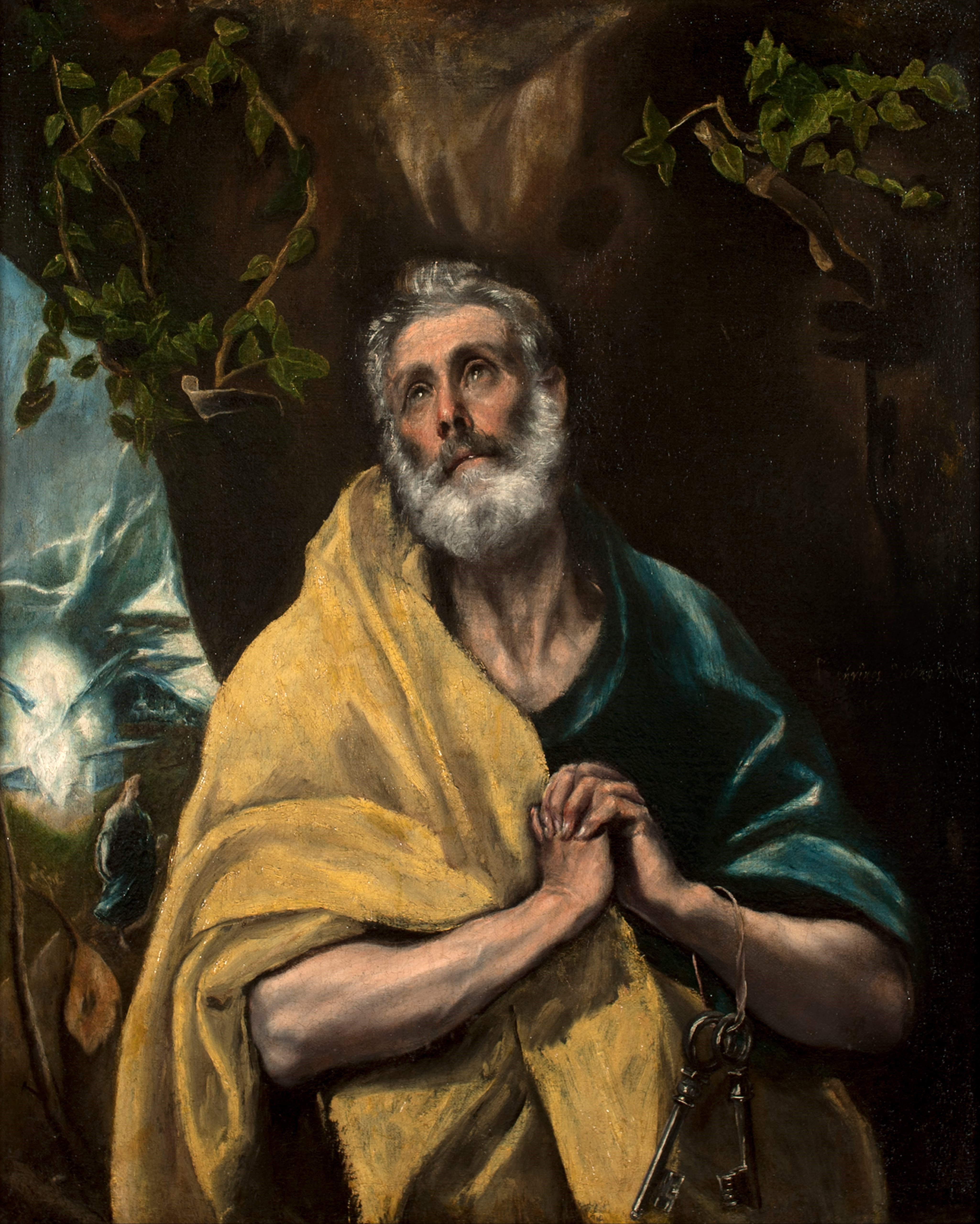
Versión del Museo del Greco

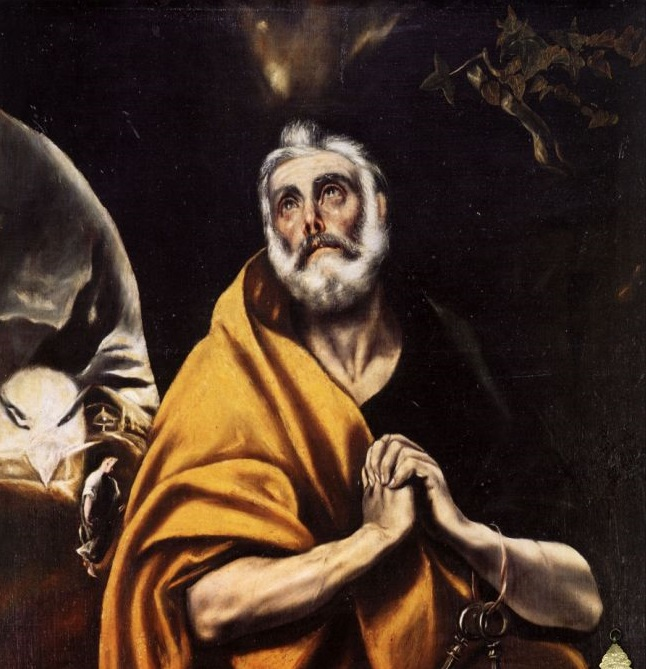
Versión de la catedral de Toledo

#### Procedencia
1. Comercio del arte en París (1894);
2. Santiago Rusiñol Prats.

### Versión del Museo del Greco

#### Datos técnicos y registrales
- Toledo, Museo del Greco;
- Pintura al óleo sobre lienzo;
- Dimensiones: 110 x 88 cm;
- Datación: hacia 1595-1600;
- Firmado con letras cursivas griegas, cerca del hombro derecho: doménikos theotokópolis (sic) e`poiei;
- Consta con la referencia X-433 en el catálogo de Wethey, y con la referencia 64-g en el de Tiziana Frati.

#### Comentario sobre la obra
Atribuida al Greco por Cossío, Mayer y Camón Aznar. Según Halldor Soehner podría ser un original repintado, o bien una obra del taller. Según Wethey, es la mejor obra del taller que ha llegado hasta la actualidad sobre este tema, pero su estado de conservación no es bueno, y ha sido demasiado repintado. El manto de San Pedro es amarillo como suele ser en la iconografía de este santo, pero la túnica es azul-verdosa.

#### Procedencia
1. Taladriz, Valladolid;
2. Benigno de la vega Inclán, Toledo.

### Versión de la Catedral de Toledo

#### Datos técnicos y registrales
- Sacristía de la Catedral de Toledo;
- Pintura al óleo sobre lienzo;
- Dimensiones: 100 x 96 cm;
- Datación: hacia 1620-1630;
- Consta con la referencia X-435 en el catálogo de Wethey, y con la referencia 64-d en el de Tiziana Frati.

#### Comentario sobre la obra
Debido a su ubicación, la mayoría de los especialistas habían considerado este lienzo como una obra original del Greco, pero en realidad es una copia posterior. El manto de San Pedro tiene una tonalidad opaca, y el color de la pintura en general es pesado.

### Versión del Museo Soumaya
En el enlace: Las lágrimas de San Pedro (El Greco, Soumaya) se halla la debida información sobre este lienzo.